# دی۹
دی۹ (انگلیسی: The9) شرکت بازی ویدئویی چینی است، که در سال ۱۹۹۹ تأسیس شد.